# Leptodactylus fallax
Leptodactylus fallax eller Kycklinggroda är en groddjursart som beskrevs av Müller 1926. Leptodactylus fallax ingår i släktet Leptodactylus och familjen tandpaddor. IUCN kategoriserar arten globalt som akut hotad. Inga underarter finns listade i Catalogue of Life.